# Università di Düzce
L'università di Düzce è un'università situata a Düzce, in Turchia. È stata fondata nel 2006 ma la sua unità più antica, l'istituto professionale di Düzce, esiste dal 1976. Nel 2008, l'università è entrata a far parte del National Quality Movement e ha ricevuto un Excellence 4 Star Award dalla Turkish Quality Association (KALDER), nell'ambito di EFQM (Fondazione europea per la gestione della qualità). Nel maggio 2011 l'Università di Düzce ha vinto l'European Enterprise Award per il suo progetto intitolato "Together We Can Do More", che promuove l'imprenditorialità. Nel gennaio 2012 l'università è diventata membro ufficiale dell'Associazione delle università europee (EUA).

## Affiliazioni
L'università è membro della Associazione delle Università del Caucaso.

## Facoltà
- Medicina
- Scienze della Salute
- Scienze della Educazione
- Lettere e Scienze
- Teologia
- Management
- Ingegneria
- Scienze forestali
- Arti e Design
- Educazione tecnica
- Tecnologia
- Agraria e Scienze Naturali
- Scienze Motorie